# Pera orientensis
Pera orientensis là một loài thực vật có hoa trong họ Peraceae. Loài này được Borhidi mô tả khoa học đầu tiên năm 1979.